# St. George's, Bermuda
St. George's (tên chính thức là Thị trấn St. George) là một thị trấn nằm trên đảo và trong Giáo xứ cùng tên, thuộc Quần đảo Bermuda, một vùng lãnh thổ hải ngoại Anh. Nơi đây lần đầu tiên được định cư vào năm 1612, và là khu định cư nói tiếng Anh đầu tiên của Bermuda. Nó thường được miêu tả là khu định cư Anh thành công thứ ba tại châu Mỹ chỉ sau St. John's (thành phố thủ phủ của Newfoundland và Labrador) và Jamestown, Virginia (khu định cư thuộc địa Anh đầu tiên tại Tân Thế giới).

## Lịch sử
Ban đầu thị trấn có tên là New London, nó lần đầu tiên được định cư vào năm 1612, ba năm sau khi người Anh đặt chân lên hòn đảo và đang trên đường để đến Virginia. Con tàu Sea Venture dưới sự chỉ huy của Đô đốc George Bolog và phó đô đốc Thomas Gates bẻ lái lên một rạn san hô để tránh bão. Những người sống sót đóng lại hai con tàu mới đặt tên là Deliverance và Patience để tiếp tục hành trình đến Jamestown nhưng Công ty Virginia sắp đặt yêu cầu đến hòn đảo này.
Hai người đàn ông được bố trí ở lại để duy trì quyền sở hữu hòn đảo, một người nữa được bổ sung đến đây khi con tàu Patience trở lại vào cuối năm đó. Theo Điều lệ thứ ba của Công ty Virginia năm 1612, ranh giới thuộc địa mới được mở rộng ra biển để bao gồm cả Bermuda. Công ty đã cử một nhóm gồm 60 người định cư mới đến Bermuda để cùng ba người đàn ông trên đảo. Sau một thời gian ngắn ở trên đảo lân cận St. David's, những người nhóm người định cư bắt đầu xây dựng các công trình tại St. George's, nằm trong một vịnh hẹp được che chắn để bảo vệ những tàu trước thời tiết cực đoan.
Năm 1615, các cổ đông của Công ty Virginia đã thành lập một công ty thứ hai có tên là Somers Isles. Nó quản lý Bermuda riêng cho đến khi bị giải thể vào năm 1686 (Công ty Virginia đã giải thể vào năm 1624).
Thị trấn nhỏ này từng là thủ đô của Bermuda cho đến năm 1815 và nó được liên kết với lịch sử của nước Mỹ thuộc địa. Mười ngàn người Bermuda di cư, chủ yếu là đến Virginia và Đông Nam Hoa Kỳ, trước khi Hoa Kỳ độc lập vào năm 1776 và biến họ thành công dân của quốc gia mới. Phân nhánh của các gia đình thương nhân giàu có ở vùng Bermuda chiếm ưu thế trong thương mại tại các cảng của khu vực. Người Bermuda định cư ở các thị trấn phía nam và đóng góp rất lớn vào việc gia tăng dân số của một số tiểu bang Hoa Kỳ.
Là trung tâm dân cư của Bermuda và chỉ là cảng thực sự trong thời kỳ này, St. George's có mối liên kết với sự phát triển ở các thuộc địa Bắc Mỹ. Trong Chiến tranh giành độc lập, theo yêu cầu của George Washington, người Bermuda đã quân Cách mạng lấy cắp thuốc súng từ một kho vũ khí của St. George's, nơi cung cấp súng đạn cho pháo đài bảo vệ cảng. Thuốc súng được mang qua đồi đến Vịnh Tobacco, để thuyền vận chuyển nó đến một tàu Mỹ nằm ngoài khơi.
Trong cuộc Nội chiến Hoa Kỳ, một số người Anh từ St. George's đã trốn tránh các cuộc phong tỏa bờ biển để cung cấp đồ tiếp tế và đạn dược cho Liên minh miền Nam Hoa Kỳ đang tuyệt vọng. Các cuộc giao dịch này ngay tại St. George's.
Trung tâm của thị trấn là Quảng trường King's là nơi diễn ra nhiều cuộc gặp vào thế kỷ 17. Các cuộc khai quật được thực hiện bởi Đại học Bristol và Ủy ban Quốc gia Bermuda đã phát hiện ra nền móng ngôi nhà của Thống đốc từ năm 1612. Một bảo tàng nằm tại quảng trường.
Đảo Ordnance nằm trong Cảng St. George's ở phía nam quảng trường King's. Tại đây lưu giữ bản sao của con tàu Deliveryance, một trong hai con tàu được đóng bởi những người sống sót trên tàu Sea Venture sau trận bão và một bức tượng có kích thước người thật của Đô đốc Sir George Bolog của Desmond Fountain. Công ty Somers và phó đô đốc Thomas Gates đã lãnh đạo những người sống sót sau vụ đắm tàu năm 1609.
St. George's là nơi còn lưu giữ nhiều tòa nhà lịch sử như Tòa nhà bang cũ có niên đại từ năm 1620. Đây là tòa nhà đá đầu tiên tại Bermuda được xây dựng để họp Quốc hội Bermuda. Nó cũng là tòa nhà lâu đời nhất trên đảo. Một số địa điểm đáng chú ý khác gồm Hội đồng đốc chính cũ, Nhà thờ xây dựng dở, nhà Tucker, nhà thờ Thánh Phêrô (Công trình tôn giáo Anh lâu đời nhất còn tồn tại và nhà thờ Kháng Cách lâu đời nhất Tây Bán cầu), bảo tàng ủy thác quốc gia Bermuda, bảo tàng lịch sử tự nhiên St. George's và Xưởng in nệm lông Alley, nơi xuất bản Công báo Bermuda.
Năm 2000, thị trấn và các pháo đài liên quan bao gồm cả Thành lũy Quần đảo Castle được UNESCO công nhận là Di sản thế giới với tên gọi Thị trấn lịch sử St. George's và các thành lũy liên quan, Bermuda

## Hình ảnh

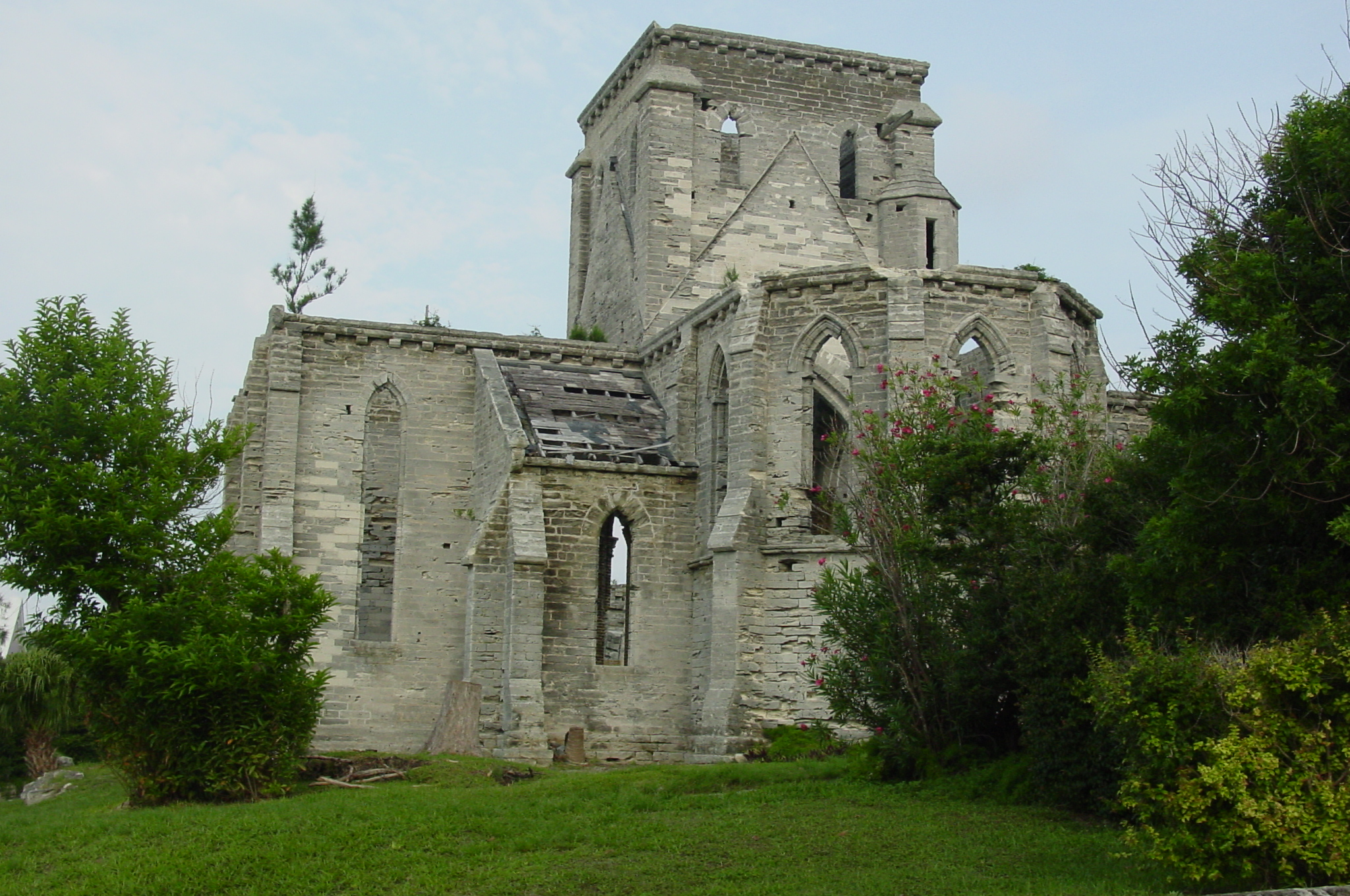
Nhà thờ xây dựng dở
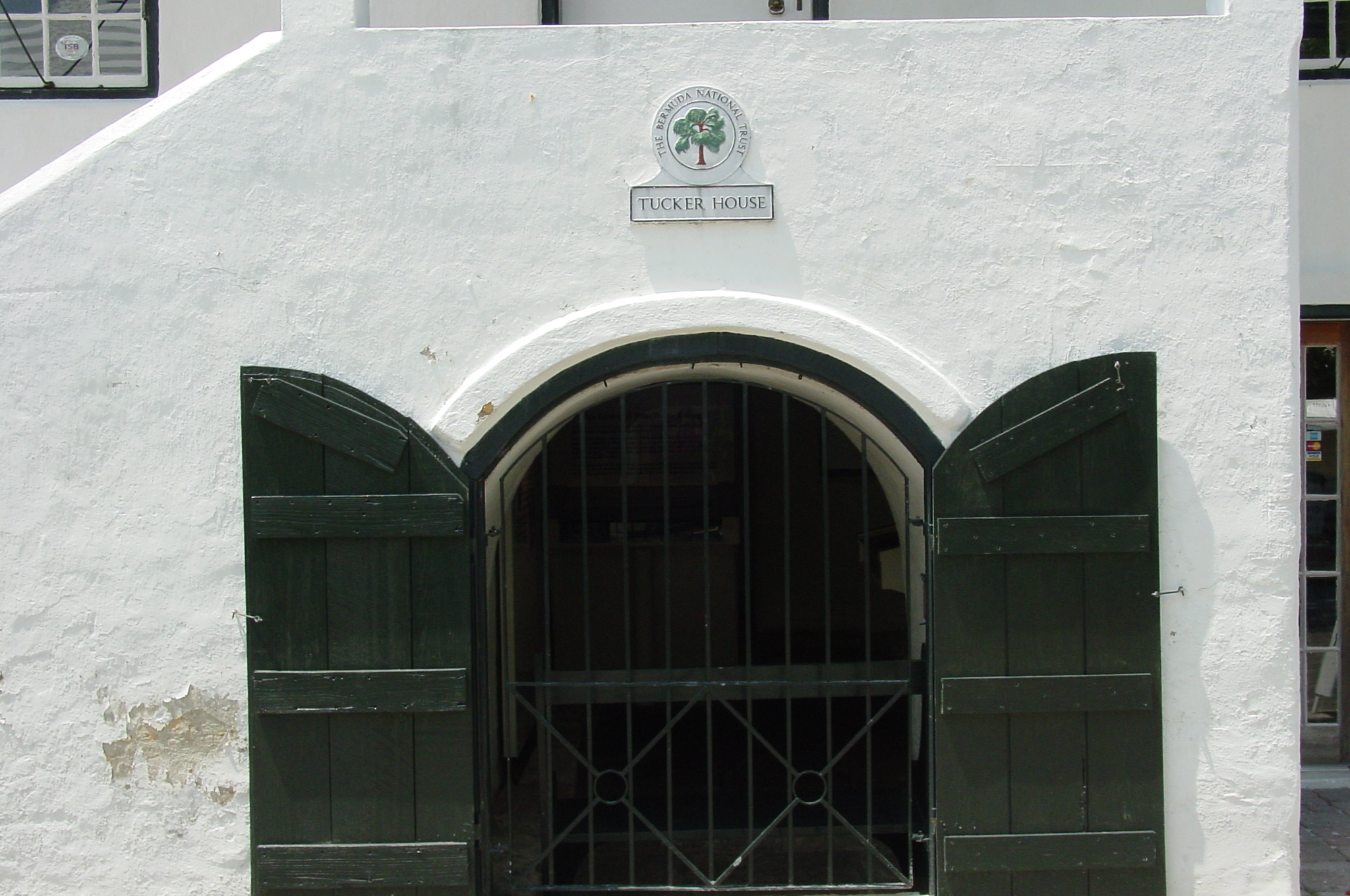
Lối vào nhà Tucker
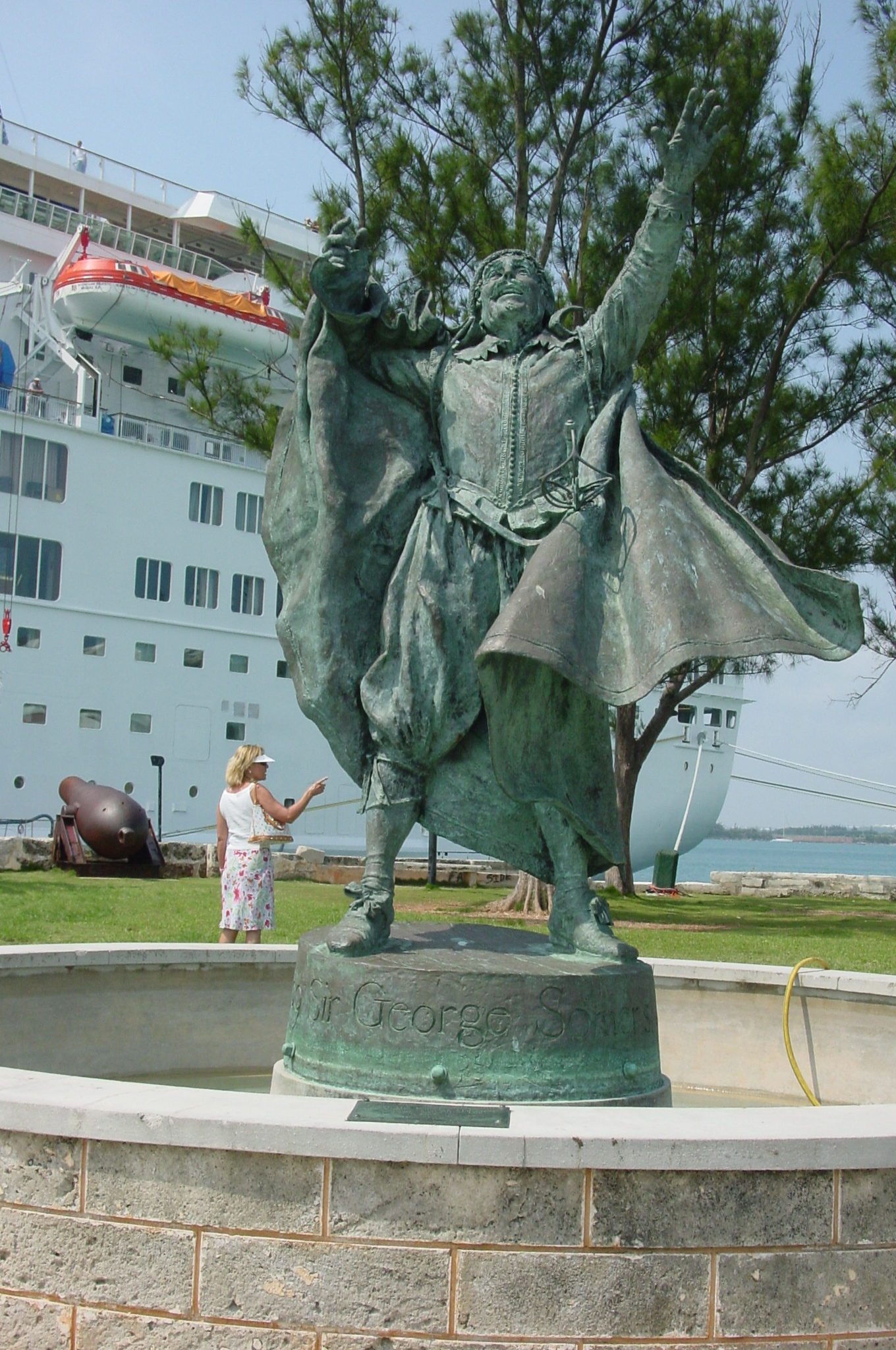
Tượng của George Bolog
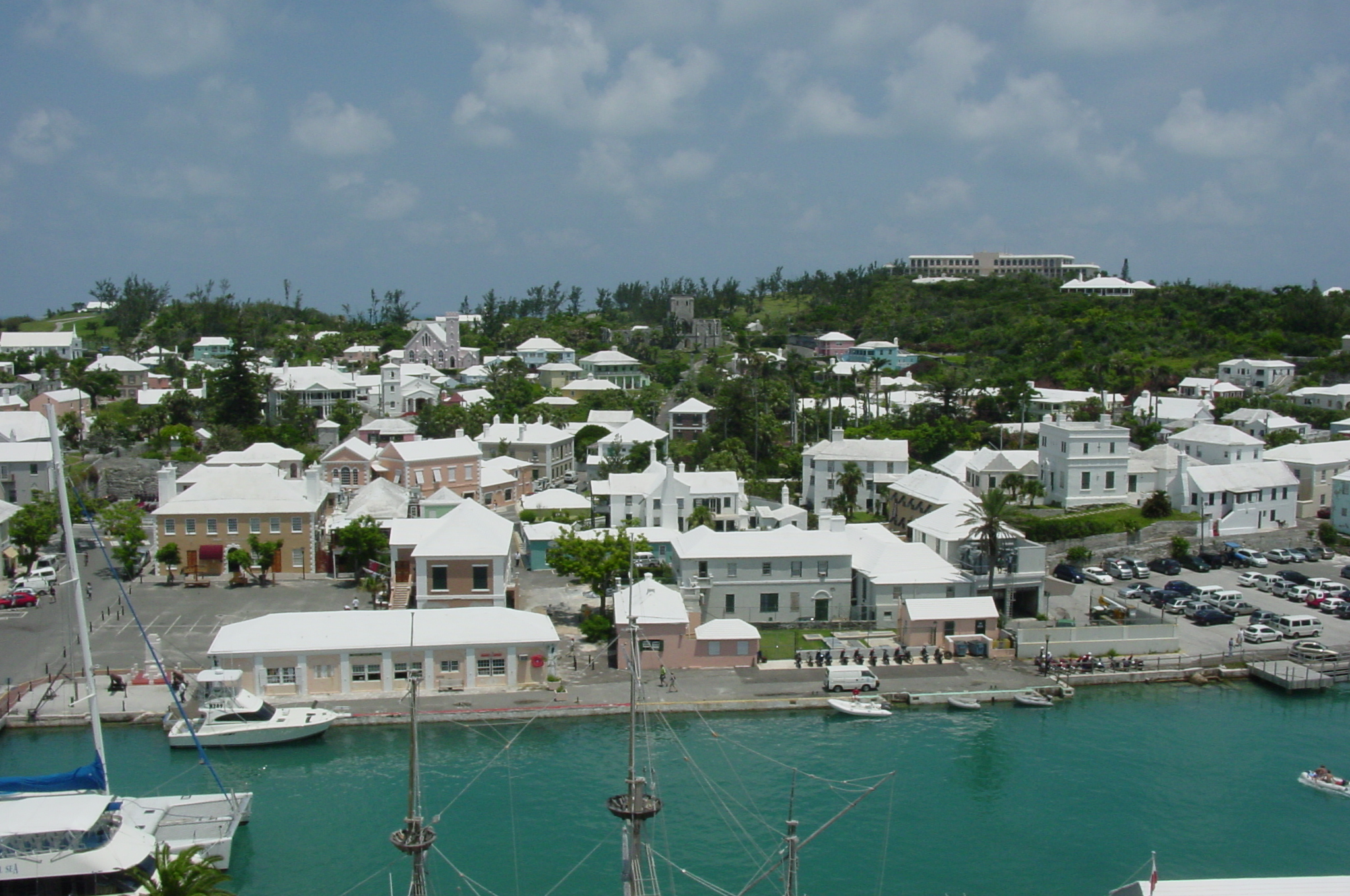
Nhìn từ cảng
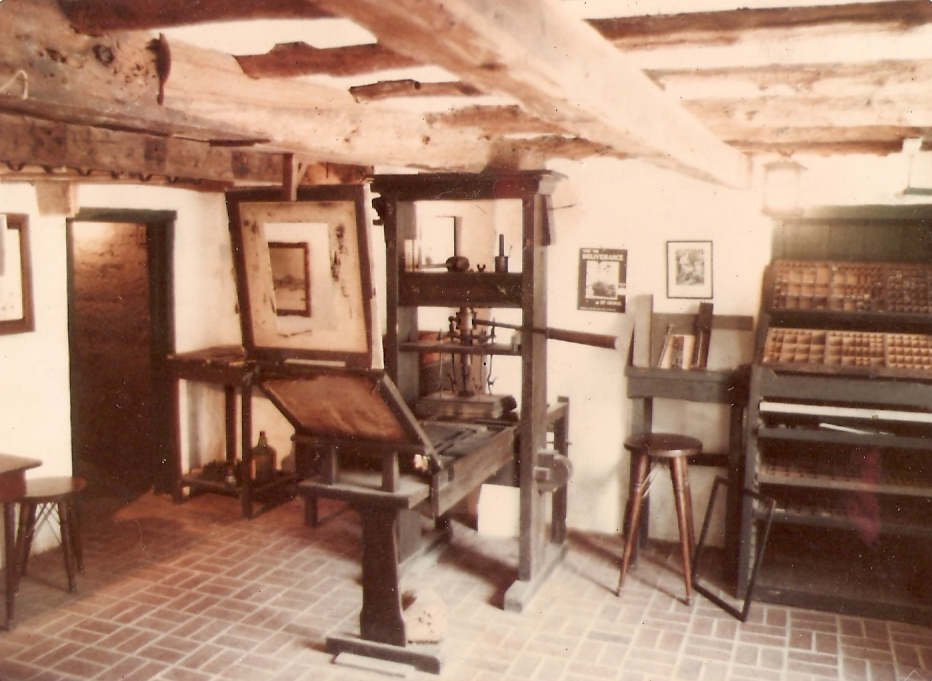
Bảo tàng Xưởng in nệm lông Alley